# Caroline Mani
Caroline Mani, née le 18 janvier 1987 à Besançon, est une coureuse cycliste française. Elle court sur route et en VTT, mais c'est en cyclo-cross qu'elle obtient ses meilleurs résultats.
Elle est quintuple championne de France de cyclo-cross entre 2010 et 2019 et devient vice-championne du monde en 2016.

## Biographie
Caroline Mani commence sa carrière sportive par le tennis puis le motocross. Après un accident de moto en 2002 qui lui cause une fracture d'une vertèbre, elle s'oriente vers le vélo. Elle participe aux championnats de France de cyclisme scolaire en 2003 et est ensuite admise dans un lycée sportif, où elle se consacre au cyclisme.
Elle se spécialise dans les disciplines tout-terrain, pratiquant le VTT cross-country en été et le cyclo-cross pendant la saison hivernale. En VTT, elle remporte les championnats du monde universitaire en 2008 et est championne de France de cross-country espoirs en 2009.
Elle connait ensuite le succès en cyclo-cross, discipline dans laquelle elle est cinq fois championne de France entre 2010 et 2019. Son résultat international le plus significatif est une médaille d'argent au championnat du monde de cyclo-cross en 2016, à 14 secondes de la Néerlandaise Thalita de Jong. Le 30 octobre 2016, elle décroche à domicile la médaille de bronze du championnat d'Europe de cyclo-cross.
Au total, elle se classe à six reprises parmi les dix premières du championnat du monde de cyclo-cross. En Coupe du monde, elle termine deuxième d'une manche à deux reprises : Namur en 2015 et Iowa City en 2016. Après avoir effectué un stage aux États-Unis en 2011 dans le cadre de ses études à l'École supérieure de commerce de Montpellier, elle s'installe définitivement dans le Colorado. Elle travaille d'abord comme vendeuse de vélos puis pour un fabricant de vêtements de vélo,,. Elle participe alors principalement à des courses nord-américaines au cours de la saison, où elle accumule un certain nombre de victoires et remporte la série nationale des USCX Cyclocross Series en 2021-2022 et 2022-2023. En 2025, à 38 ans, elle participe pour la 15e fois aux championnats du monde de cyclo-cross, à Liévin, en France. Elle termine 26e, son moins bon classement en 15 participations.

## Palmarès en cyclo-cross
- 2007-2008
  - 10e du championnat du monde de cyclo-cross
- 2008-2009
  - 3e du championnat de France de cyclo-cross
  - 5e du championnat du monde de cyclo-cross
- 2009-2010
  -  Championne de France de cyclo-cross
  - Cyclo-cross de Besançon
  - 7e du championnat du monde de cyclo-cross
  - 7e de la Coupe du monde
- 2010-2011
  -  Championne de France de cyclo-cross
- 2011-2012
  - Cross After Dark Series #4 - Spooky Cross, Irvine
  - Spooky Cross, Irvine
  - 3e du championnat de France de cyclo-cross
- 2012-2013
  - 4e du championnat de France de cyclo-cross
- 2013-2014
  - 3e du championnat de France de cyclo-cross
  - 10e du championnat du monde
- 2014-2015
  - Verge NECXS #2, Gloucester
  - Ellison Park CX Festival (1) , Rochester
  - Ellison Park CX Festival (2) , Rochester
  - 2e du championnat de France de cyclo-cross
- 2015-2016
  -  Championne de France de cyclo-cross
  - Coupe de France de cyclo-cross #3, Flamanville
  - US Open of Cyclocross #1, Boulder City
  - Jingle Cross #1, Iowa City
  -  Médaillée d'argent du championnat du monde de cyclo-cross
- 2016-2017
  -  Championne de France de cyclo-cross
  - Ellison Park CX Festival #2, Rochester
  -  Médaillée de bronze du championnat d'Europe de cyclo-cross
  - 8e de la Coupe du monde
- 2017-2018
  - Cyntery Hurtland, Tulsa
  - CXLA Weekend #1, Los Angeles
  - CXLA Weekend #2, Los Angeles
  - Ruts N Guts #2, Broken Arrow
  - 2e du championnat de France
  - 10e du championnat du monde de cyclo-cross
- 2018-2019
  -  Championne de France de cyclo-cross
  - Deschutes Brewery's GO Cross #1, Roanoke
- 2019-2020
  - Virginia's Blue Ridge GO Cross #2, Raonoke
  - 2e du championnat de France de cyclo-cross
- 2021-2022
  - Classement général de l'USCX Cyclocross Series
  - GO Cross presented by Deschutes Brewery #1, Roanoke
  - GO Cross presented by Deschutes Brewery #2, Roanoke
  - New England Cyclocross Series #3 - Really Rad Festival of Cyclocross Day 1, Falmouth
  - New England Cyclocross Series #4 - Really Rad Festival of Cyclocross Day 2, Falmouth
- 2022-2023
  - Classement général de l'USCX Cyclocross Series
    - USCX Series #1 - Virginia's Blue Ridge Go Cross Day 1, Roanoke
    - USCX Series #2 - Virginia's Blue Ridge Go Cross Day 2, Roanoke
    - USCX Series #7 - Really Rad Festival Day 1, Falmouth
    - USCX Series #8 - Really Rad Festival Day 2, Falmouth

  - Kings CX Day 1, Mason
  - Kings CX Day 2, Mason
  - North Carolina Grand Prix Day 2, Hendersonville
- 2023-2024
  - North Carolina Grand Prix Day 1, Hendersonville
  - North Carolina Grand Prix Day 2, Hendersonville
- 2024-2025
  - Major Taylor Cross Cup Day 1, Indianapolis
  - Major Taylor Cross Cup Day 2, Indianapolis
  - Nash Dash Day 1, Hampton
  - Nash Dash Day 2, Hampton

## Palmarès sur route
- 2009
  - 3e du championnat de France du contre-la-montre espoirs

## Palmarès en VTT
- 2008
  -  Championne du monde universitaire de cross-country
- 2009
  -  Championne de France de cross-country espoirs